# Campeonato Neerlandés de Fútbol 1919-20
El Campeonato Neerlandés de Fútbol 1919/20 fue la 32.ª edición del campeonato de fútbol de los Países Bajos. Participaron 41 equipos divididos en cuatro divisiones. El campeón nacional sería determinado por un grupo final formado con los ganadores de las divisiones de fútbol del este, norte, sur y oeste. Be Quick 1887 ganó el campeonato de este año.

## Nuevos participantes
Eerste Klasse Este:
- Promovido desde la 2ª división: HVV Hengelo

Eerste Klasse Sur:
- Promovidos desde la 2ª división: 't Zesde (regresa después de 5 años de ausencia) y Bredania

Eerste Klasse Oeste:
- Trasladado desde la Eerste Klasse Oeste-B: AFC Amsterdam

### Eerste Klasse Este
| Pos | Equipo           | PJ | PG | PE | PP | GF | GC | Pts | DG  | Notas                                     |
| --- | ---------------- | -- | -- | -- | -- | -- | -- | --- | --- | ----------------------------------------- |
| 1   | Go Ahead         | 18 | 13 | 3  | 2  | 43 | 13 | 29  | +30 | Clasificado al grupo final por el título. |
| 2   | HVV Tubantia     | 18 | 12 | 3  | 3  | 36 | 15 | 27  | +21 |                                           |
| 3   | SC Enschede      | 18 | 8  | 5  | 5  | 27 | 29 | 21  | -2  |                                           |
| 4   | ZAC              | 18 | 7  | 2  | 9  | 34 | 23 | 16  | +11 |                                           |
| 5   | Quick Nijmegen   | 18 | 7  | 2  | 9  | 28 | 23 | 16  | +5  |                                           |
| 6   | HVV Hengelo      | 18 | 6  | 4  | 8  | 21 | 29 | 16  | -8  |                                           |
| 7   | Be Quick Zutphen | 18 | 5  | 6  | 7  | 24 | 34 | 16  | -10 |                                           |
| 8   | Vitesse          | 18 | 5  | 4  | 9  | 28 | 36 | 14  | -8  |                                           |
| 9   | Koninklijke UD   | 18 | 5  | 4  | 9  | 25 | 45 | 14  | -20 |                                           |
| 10  | EFC PW 1885      | 18 | 4  | 3  | 11 | 16 | 35 | 11  | -19 | Descendido a la segunda división.         |

PJ = Partidos jugados; PG = Partidos ganados; PE = Partidos empatados; PP = Partidos perdidos; GF = Goles a favor; GC = Goles en contra; Pts = Puntos; DG = Diferencia de goles

### Eerste Klasse Norte
| Pos | Equipo          | PJ | PG | PE | PP | GF | GC | Pts | DG  | Notas                                     |
| --- | --------------- | -- | -- | -- | -- | -- | -- | --- | --- | ----------------------------------------- |
| 1   | Be Quick 1887   | 16 | 15 | 1  | 0  | 87 | 12 | 31  | +75 | Clasificado al grupo final por el título. |
| 2   | Achilles 1894   | 16 | 8  | 2  | 6  | 35 | 33 | 18  | +2  |                                           |
| 3   | WVV Winschoten  | 16 | 6  | 6  | 4  | 29 | 28 | 18  | +1  |                                           |
| 4   | Velocitas 1897  | 16 | 7  | 2  | 7  | 42 | 39 | 16  | +3  |                                           |
| 5   | Veendam         | 16 | 6  | 2  | 8  | 28 | 42 | 14  | -14 |                                           |
| 6   | GSAVV Forward   | 16 | 5  | 3  | 8  | 31 | 40 | 13  | -9  |                                           |
| 7   | MVV Alcides     | 16 | 5  | 2  | 9  | 22 | 41 | 12  | -19 |                                           |
| 8   | HSC             | 16 | 5  | 2  | 9  | 23 | 46 | 12  | -23 |                                           |
| 9   | LAC Frisia 1883 | 16 | 5  | 0  | 11 | 26 | 42 | 10  | -16 |                                           |

PJ = Partidos jugados; PG = Partidos ganados; PE = Partidos empatados; PP = Partidos perdidos; GF = Goles a favor; GC = Goles en contra; Pts = Puntos; DG = Diferencia de goles

### Eerste Klasse Sur
| Pos | Equipo               | PJ | PG | PE | PP | GF | GC | Pts | DG  | Notas                                     |
| --- | -------------------- | -- | -- | -- | -- | -- | -- | --- | --- | ----------------------------------------- |
| 1   | MVV Maastricht       | 18 | 17 | 1  | 0  | 63 | 10 | 35  | +53 | Clasificado al grupo final por el título. |
| 2   | NAC                  | 18 | 14 | 0  | 4  | 45 | 14 | 28  | +31 |                                           |
| 3   | Willem II            | 18 | 7  | 7  | 4  | 21 | 20 | 21  | +1  |                                           |
| 4   | CVV Velocitas        | 18 | 7  | 3  | 8  | 31 | 33 | 17  | -2  |                                           |
| 5   | NOAD                 | 18 | 5  | 6  | 7  | 22 | 24 | 16  | -2  |                                           |
| 6   | RKVV Wilhelmina      | 18 | 5  | 5  | 8  | 24 | 31 | 15  | -7  |                                           |
| 7   | VVV Venlo            | 18 | 5  | 5  | 8  | 15 | 27 | 15  | -12 |                                           |
| 8   | Bredania             | 18 | 5  | 5  | 8  | 14 | 26 | 15  | -12 |                                           |
| 9   | Zeelandia Middelburg | 18 | 5  | 4  | 9  | 30 | 44 | 14  | -14 |                                           |
| 10  | 't Zesde             | 18 | 2  | 0  | 16 | 10 | 46 | 4   | -36 | Descendido a la segunda división          |

PJ = Partidos jugados; PG = Partidos ganados; PE = Partidos empatados; PP = Partidos perdidos; GF = Goles a favor; GC = Goles en contra; Pts = Puntos; DG = Diferencia de goles

### Eerste Klasse Oeste
| Pos | Equipo              | PJ | PG | PE | PP | GF | GC | Pts | DG  | Notas                                     |
| --- | ------------------- | -- | -- | -- | -- | -- | -- | --- | --- | ----------------------------------------- |
| 1   | VOC                 | 22 | 12 | 6  | 4  | 33 | 21 | 30  | +12 | Clasificado al grupo final por el título. |
| 2   | HBS Craeyenhout     | 22 | 12 | 5  | 5  | 45 | 26 | 29  | +19 |                                           |
| 3   | HVV Den Haag        | 22 | 11 | 5  | 6  | 42 | 29 | 27  | +13 |                                           |
| 4   | Blauw-Wit Amsterdam | 22 | 10 | 4  | 8  | 33 | 22 | 24  | +11 |                                           |
| 5   | AFC Ajax            | 22 | 8  | 7  | 7  | 34 | 31 | 23  | +3  |                                           |
| 6   | UVV Utrecht         | 22 | 10 | 2  | 10 | 29 | 36 | 22  | -7  |                                           |
| 7   | HFC Haarlem         | 22 | 8  | 5  | 9  | 35 | 31 | 21  | +4  |                                           |
| 8   | Sparta Rotterdam    | 22 | 8  | 4  | 10 | 26 | 35 | 20  | -9  |                                           |
| 9   | DFC                 | 22 | 8  | 3  | 11 | 34 | 34 | 19  | 0   |                                           |
| 10  | AFC Amsterdam       | 22 | 8  | 2  | 12 | 25 | 35 | 18  | -10 |                                           |
| 11  | HC & VC Quick       | 22 | 8  | 1  | 13 | 25 | 35 | 17  | -10 |                                           |
| 12  | Koninklijke HFC     | 22 | 4  | 6  | 12 | 21 | 47 | 14  | -26 | Descendido a la segunda división          |

PJ = Partidos jugados; PG = Partidos ganados; PE = Partidos empatados; PP = Partidos perdidos; GF = Goles a favor; GC = Goles en contra; Pts = Puntos; DG = Diferencia de goles

### Grupo final por el título
| Pos | Equipo         | PJ | PG | PE | PP | GF | GC | Pts | DG  |
| --- | -------------- | -- | -- | -- | -- | -- | -- | --- | --- |
| 1   | Be Quick 1887  | 6  | 5  | 0  | 1  | 19 | 11 | 10  | +8  |
| 2   | VOC            | 6  | 3  | 1  | 2  | 16 | 10 | 7   | +6  |
| 3   | Go Ahead       | 6  | 2  | 1  | 3  | 10 | 14 | 5   | -4  |
| 4   | MVV Maastricht | 6  | 0  | 2  | 4  | 10 | 20 | 2   | -10 |

PJ = Partidos jugados; PG = Partidos ganados; PE = Partidos empatados; PP = Partidos perdidos; GF = Goles a favor; GC = Goles en contra; Pts = Puntos; DG = Diferencia de goles
|                                   |
| Campeón Be Quick 1887 1.er título |